# Бир ле Монт
Бир ле Монт (фр. Bures-les-Monts) насеље је и општина у северној Француској у региону Доња Нормандија, у департману Калвадос која припада префектури Вир.
По подацима из 2011. године у општини је живело 150 становника, а густина насељености је износила 28,79 становника/km². Општина се простире на површини од 5,21 km². Налази се на средњој надморској висини од 10 метара (максималној 257 m, а минималној 54 m).

## Демографија
| 1962. | 1968. | 1975. | 1982. | 1990. | 1999. | 2011. |
| ----- | ----- | ----- | ----- | ----- | ----- | ----- |
| 157   | 162   | 127   | 127   | 126   | 107   | 150   |

График промене броја становника у току последњих година